# Leo Regener
Leo Regener (* 9. April 1900 in Braunschweig; † 20. September 1975 in Ostberlin) war ein deutscher Schulpolitiker, Gewerkschafter und Pädagoge. Er war Direktor der Pädagogischen Zentralbibliothek der DDR in Berlin.

## Leben
Regener besuchte von 1914 bis 1920 die Staatliche Lehrerbildungsanstalt Braunschweig und studierte von 1921 bis 1923 an der dortigen Technischen Hochschule Allgemeine Pädagogik, Psychologie und Soziologie. Er legte am 1. Juli 1926 sein Staatsexamen ab. Bis zu seiner Entlassung aus dem Schuldienst durch die Nationalsozialisten im Jahre 1933 war er Lehrer in der Nähe von Braunschweig. 1936 siedelte er nach Berlin über.
Regener trat 1916 der Freien Sozialistischen Jugend und 1919 der Kommunistischen Partei Deutschlands bei. Im gleichen Jahr begann auch seine lebenslange Freundschaft mit dem ebenfalls aus Braunschweig stammenden Hans Löhr.
Regener war 1920 Mitbegründer des Landesverbandes Braunschweig der Freien Lehrergewerkschaft Deutschlands (FLGD) und später Mitglied der Gewerkschaft Deutscher Volkslehrer (GDV). In letzterer war er zeitweilig Stellvertretender Kassenprüfer im Provinzialverband Braunschweig. Regener war Mitglied der Internationale der Bildungsarbeiter, einer Vorgängerorganisation des Internationalen Berufssekretariats der Lehrer. 1924 wurde er als Vertreter der GDV Braunschweig in den Landesausschuss Niedersachsen der Internationalen Arbeiterhilfe entsandt, musste dieses Amt aufgrund eines Einspruchs des Vorstands der GDV aufgeben.  Für die FLDG verfasste er zusammen mit Heinrich Rodenstein und Hans Löhr die Denkschrift Weiterentwicklung der Lehrerausbildung, in deren Folge 1929 Adolf Jensen zum Professor an der TH Braunschweig berufen wurde. Das Trio Rodenstein-Regener-Löhr trat auch gemeinsam bei politischen Veranstaltungen in Erscheinung.
Nach seinem 1936 erfolgten Umzug nach Berlin war Regener zunächst als Privatlehrer, später bis 1945 als Verlagsbuchhändler tätig. Er trug sich offenbar auch mit dem Gedanken, ins Ausland zu gehen. Wiemann zitiert aus einem Brief von Hans Löhr an Regener vom 15. Januar 1937, in dem dieser eine Nachricht von Otto Rühle an Regener weitergab. Daraus geht hervor, dass Rühle sich dafür einsetzen wollte, für Regener eine Anstellung als Lehrer in Mexiko zu finden. Rühle war allerdings kein Erfolg beschieden.
1946 nahm er als Delegierter am Vereinigungsparteitag von KPD und SPD in Berlin teil und wurde Mitglied der Sozialistischen Einheitspartei Deutschlands (SED). Regener war außerdem Mitbegründer der Gewerkschaft der Lehrer und Erzieher im Freien Deutschen Gewerkschaftsbund (FDGB). Von 1946 bis 1952 war er Dezernent für Lehrerbildung im Hauptschulamt von Groß-Berlin. Anschließend von 1952 bis 1969 Direktor der Pädagogischen Zentralbibliothek in Berlin, der heutigen Bibliothek für Bildungsgeschichtliche Forschung.
Auf Vorschlag des Ministers für Volksbildung wurde Regener anlässlich seines 10-jährigen Dienstjubiläums als Direktor der Pädagogischen Zentralbibliothek in Anerkennung seiner Verdienste um die Entwicklung des sozialistischen Bildungs- und Erziehungswesens und seiner Leistungen beim Aufbau der Bibliothek der Professorentitel verliehen.
Unter Regeners Leitung nahm der Umfang der Bestände dieser Bibliothek und ihrer Außenstellen – Deutsche Lehrerbibliothek (Berlin) und Comenius-Bücherei (Leipzig) – erheblich zu. In seiner Dienstzeit vollzog sich auch der Wiederaufbau der im Weltkrieg totalgeschädigten Comenius-Bücherei. Auch gelang es ihm, die umfangreichen auf das Gebiet der Tschechoslowakei verlagerten Bestände der Deutschen Lehrerbücherei zurückzuführen.
Regener war Mitglied des Zentralvorstandes der Gewerkschaft Unterricht und Erziehung, der Pädagogischen Kommission des Deutschen Friedensrates, der Kommission für UNESCO-Arbeit in der DDR, des Arbeitsausschusses des von Fritz Helling gegründeten Schwelmer Kreises sowie ordentliches Mitglied der Akademie der Pädagogischen Wissenschaften der DDR.
Regener war neben Heinrich Deiters, Hans Ahrbeck, Robert Alt und Gerda Mundorf auch Mitglied des Herausgeberkollegiums der Diesterweg-Gesamtausgabe.

## Schriften (Auswahl)
- Möglichkeit und Notwendigkeit der Verständigung der deutschen Lehrer und Erzieher. In: Pädagogik 9, (1954), S. 845f.
- 80 Jahre Deutsche Lehrerbücherei. In: Pädagogik 10 (1955), S. 856f.
- Das Bebel-Telegramm. Eine Dokumentation zur Schulpolitik in Bremen aus den Jahren 1909 und 1910. In: Pädagogik 11 (1956), S. 13–25.
- Der Hamburger Schulversuch. Wilhelm Lamszus zum 75. Geburtstag. In: Pädagogik 11 (1956), S. 499–505.
- Adolf Jensen zum 80. Geburtstag. In: Pädagogik 12 (1957), S. 78–80.
- Ein Beitrag zur schulpolitischen Entwicklung während der Novemberrevolution. Berlin 1958.
- Der Bruch des Potsdamer Abkommens in der westdeutschen Schulgesetzgebung. In: Pädagogik 13 (1959), S. 417f.
- Die Pädagogische Zentralbibliothek. In: Lehrerkalender 1960/61, S. 223–226.

## Auszeichnungen
- Karl-Friedrich-Wilhelm-Wander-Medaille in Silber (1951)
- Medaille für ausgezeichnete Leistungen (1956)
- Pestalozzi-Medaille in Bronze (1957)
- Medaille für die Teilnahme an den bewaffneten Kämpfen der deutschen Arbeiterklasse in den Jahren 1918 bis 1923 (1958)
- Verdienstmedaille der DDR (1959)
- Deutsche Friedensmedaille (1960)
- Ehrennadel des FDGB (1960)
- Vaterländischer Verdienstorden in Bronze (1960)
- Carl-von-Ossietzky-Medaille (1965)